# Mrs. Fitz's Flats
Mrs. Fitz's Flats (« Les Appartements de Mme Fitz ») est un comic strip américain humoristique créé par le scénariste Mort Walker et le dessinateur Frank Roberge, un de ses assistants. Diffusé à partir du 7 janvier 1957 par King Features Syndicate, il est délaissé par Walker après quelques mois. Roberge l'anime alors seul jusqu'à la fin de sa diffusion, le 22 octobre 1972, alors qu'il avait été renommé Mrs. Fitz.
Mme Fitz est une veuve alerte propriétaire d'un immeuble confrontée aux facéties de ses locataires.